# Gnephoek (polder)
Het waterschap De Gnephoek was een waterschap in de Nederlandse provincie Zuid-Holland in de gemeente Alphen aan den Rijn.
Wanneer de polder is opgericht is niet bekend, de oudste vermelding dateert van 1442. Een gedeelte van de polder was van 1757-1813 gecombineerd met de polder Vrouwgeest tot de Veen en droogmaking in de gecombineerde Gnephoek- en Vrouwgeestpolder.
Het waterschap was verantwoordelijk voor de vervening, drooglegging en later de waterhuishouding in de polder.